# 江東信用組合
江東信用組合（こうとうしんようくみあい）は、東京都江東区住吉に本店を置く信用組合。通称こうしん。

## 沿革
- 1953年8月　江東信用組合設立
- 1999年10月　東京東和信用組合の事業譲受
- 2002年8月　暁信用組合の事業譲受